# Charles Brunellière
Charles Brunellière, né le 22 octobre 1847 à Nantes, mort le 12 février 1917 à Nantes, est un armateur et homme politique français. 

## Biographie
Fils de Pierre Brunellière, un libraire aisé, et d'Elisabeth Etourneau, d'abord commis chez un épicier, puis chez un marchand de grain, Charles Brunellière est employé chez un courtier maritime. 
À partir de 1877, il devient associé dans l'armement de navires et, en 1883, fonde, avec son frère cadet Fernand Brunellière, la société « Charles et Fernand Brunellière ». Il fait construire La Fédération, premier grand voilier en acier, puis les deux premiers grands vapeurs. 
Contribuant, avec son frère, à la création de la Fédération maritime de Bretagne, il devient membre du Conseil supérieur de la marine marchande.
Organisateur du mouvement syndical et coopératif nantais, il fonde le Parti ouvrier nantais en 1888. Partisan de Jules Guesde, il est l'un des fondateurs avec Yves Le Febvre en 1900 de la Fédération socialiste de Bretagne et est l’immuable secrétaire général de la Fédération socialiste de Loire-Inférieure. Il organise le socialisme dans la Basse-Loire tout en inspirant le syndicalisme, en particulier dans le domaine agricole, ainsi que pour aux professions de marin et de viticulteur. 
Il est le premier à demander la création d'une bourse du travail.
Il est conseiller municipal à Nantes en 1881, puis adjoint au maire en 1885, jusqu'en 1908. Il échoue aux législatives face à Maurice Sibille.
Il rédige, notamment sous le pseudonyme d'Yves Marcas, divers articles ou brochures.
En Bretagne, au moins quatre rues portent son nom, d'après Les Noms qui ont fait l'histoire de Bretagne (1997). Une rue de Nantes porte ainsi son nom.

## Publications
- La Classe ouvrière devant le socialisme (1891)
- Les Souffrances de la classe ouvrière (1895)